# 横浜市立上白根中学校
横浜市立上白根中学校（よこはましりつ かみしらねちゅうがっこう）は、かつて神奈川県横浜市旭区に存在した公立中学校である。2023年（令和5年）横浜市立旭北中学校と統合し横浜市立上白根北中学校となった。

## 部活動
- サッカー部
- 野球部
- ソフトテニス部
- 女子バレー部
- 吹奏楽部
- 美術部
- 情報科学部

などがある。